# Stella Parton
Stella Parton, född 4 maj 1949 i Sevierville i Tennessee, är en amerikansk countrysångerska. Hon är yngre syster till Dolly Parton. Hon hade sina största framgångar under 1970-talet. 
Hon sjöng tillsammans med sin syster Dolly på ett lokalt tv-program när hon var sju och gjorde radiodebut två år senare. Hon släppte sin första skiva, en gospelskiva, 1967, tillsammans med sina systrar Willadeene, Cassie och sin mor Avie Lee. Hon flyttade sedan till Washington, D.C. och senare till Nashville där hon startade sitt eget skivbolag 1975. Hennes största hit var låten "I Want to Hold You in My Dreams Tonight" från skivan med samma namn. Denna hit från 1975 ledde till ett skivkontrakt med Elektra. 
Efter att ha lämnat Elektra har hon släppt album på olika mindre bolag. Hon har även medverkat som skådespelerska i flera filmer och ägnat sig åt diverse välgörenhets- och konsultarbete.

## Diskografi
Studioalmbum
- 1967 – In The Garden (med Willadeene, Cassie, och Avie Lee Parton)
- 1975 – I Want to Hold You in My Dreams Tonight
- 1977 – Country Sweet
- 1978 – Stella Parton
- 1979 – Love Ya
- 1982 – So Far, So Good
- 1989 – Always Tomorrow
- 2001 – Appalachian Blues
- 2003 – Appalachian Gospel
- 2008 – Testimony

Singlar
- 1975 – "I Want to Hold You in My Dreams Tonight"
- 1975 – "It's Not Funny Anymore"
- 1975 – "Mood I'm In"
- 1976 – "You've Crossed My Mind"
- 1977 – "Neon Women" (med Carmol Taylor)
- 1977 – "I'm Not That Good at Goodbye"
- 1977 – "The Danger of a Stranger"
- 1977 – "Standard Lie Number One"
- 1978 – "Four Little Letters"
- 1978 – "Undercover Lovers"
- 1978 – "Stormy Weather"
- 1979 – "Steady as the Rain"
- 1979 – "Room at the Top of the Stairs"
- 1982 – "I'll Miss You"
- 1982 – "Young Love"
- 1983 – "Legs"
- 1984 – "Goin' Back to Heaven" (med Kin Vassy) (från Rhinestone soundtrack)
- 1987 – "Cross My Heart"
- 1989 – "I Don't Miss You Like I Used to"

Samlingsalbum
- 1979 – The Best of Stella Parton
- 1990 – Favorites Vol. 1
- 1997 – Picture in a Frame
- 1998 – Anthology
- 2001 – Blue Heart
- 2008 – Romantic Moments
- 2008 – Heart & Soul
- 2008 – In the Spirit